# Томіґусуку

Томіґу́суку (яп. 豊見城市, とみぐすくし, МФА: [tomʲigusu̥ku ɕi̥]?) — місто в Японії, в префектурі Окінава.     Отримало статус міста 2002 року. Площа становить 19,45 км². Станом на 1 липня 2012 року населення складало 58 924  осіб, густота населення — 3030 осіб/км².     

## Історія
Протягом 1429–1871 років територія майбутнього міста входила до складу Рюкюської держави. 1871 року остання була перетворена на японський автономний уділ Рюкю. 1879 року цей уділ анексувала Японська імперія, яка перетворила його на префектуру Окінава.
Томіґусуку отримав статус міста 1 квітня 2002 року.